# 小嶋崇嗣
小嶋 崇嗣（こじま そうし、1971年7月23日 - ）は、日本の政治家。宮崎県新富町長（2期）。元新富町議会議員（3期）。

## 来歴
宮崎県新富町出身。宮崎県立高鍋高等学校、淑徳大学総合福祉学部社会福祉学科卒業。
2003年（平成15年）4月、新富町議会議員に初当選。2011年（平成23年）、3選。
2014年（平成26年）2月23日に行われた新富町長選挙に立候補するも、現職の土屋良文に僅差で敗れる（土屋：4,977票、小嶋：4,780票）。
2018年（平成30年）2月25日に行われた新富町長選挙に立候補し、前町議の長浜博との一騎打ちを制し初当選した。3月19日、町長就任。

## 政策・主張
- 新富町では、前町長の土屋良文が2017年（平成29年）1月に「新たなまちづくり事業」の実施計画を公表。航空自衛隊新田原基地関連の補助金を活用して進めるサッカー場を備えた大型複合施設の建設事業を推し進めていた。2018年（平成30年）の町長選挙に土屋は不出馬。総事業費は約65億5500万円で、うち約65％の約42億7千万円は新田原基地に関する国の補助金などを活用するが、残りの約15億3千万円は町が負担しなければならないことから、町長選は施設の建設の是非が大きな争点となった。計画を容認した議会側の責任者だった前町議の長浜博は「ノーとは言えない」との立場だったが、サッカー場は「町民の同意が得られていない」とし、「実施計画はそのまま受け入れられず改めて精査する」と主張した。対する小嶋は「航空資料館は造らない」と明言し、温泉センターとサッカー場については「必要か検討したい」と述べた[7]。
- 2021年（令和3年）9月1日、LGBTなど性的少数者のカップルが婚姻に相当する関係にあると認める「パートナーシップ宣誓制度」を導入した[8]。